# Dichiarazione d'Indipendenza (Trumbull)
La Dichiarazione d'Indipendenza, o La firma della Dichiarazione di Indipendenza (Declaration of Independence), è un noto dipinto di John Trumbull del 1819, che ritrae la presentazione al Congresso della dichiarazione d'indipendenza degli Stati Uniti d'America e si trova nella sala rotonda del Palazzo del Campidoglio a Washington.

## Descrizione

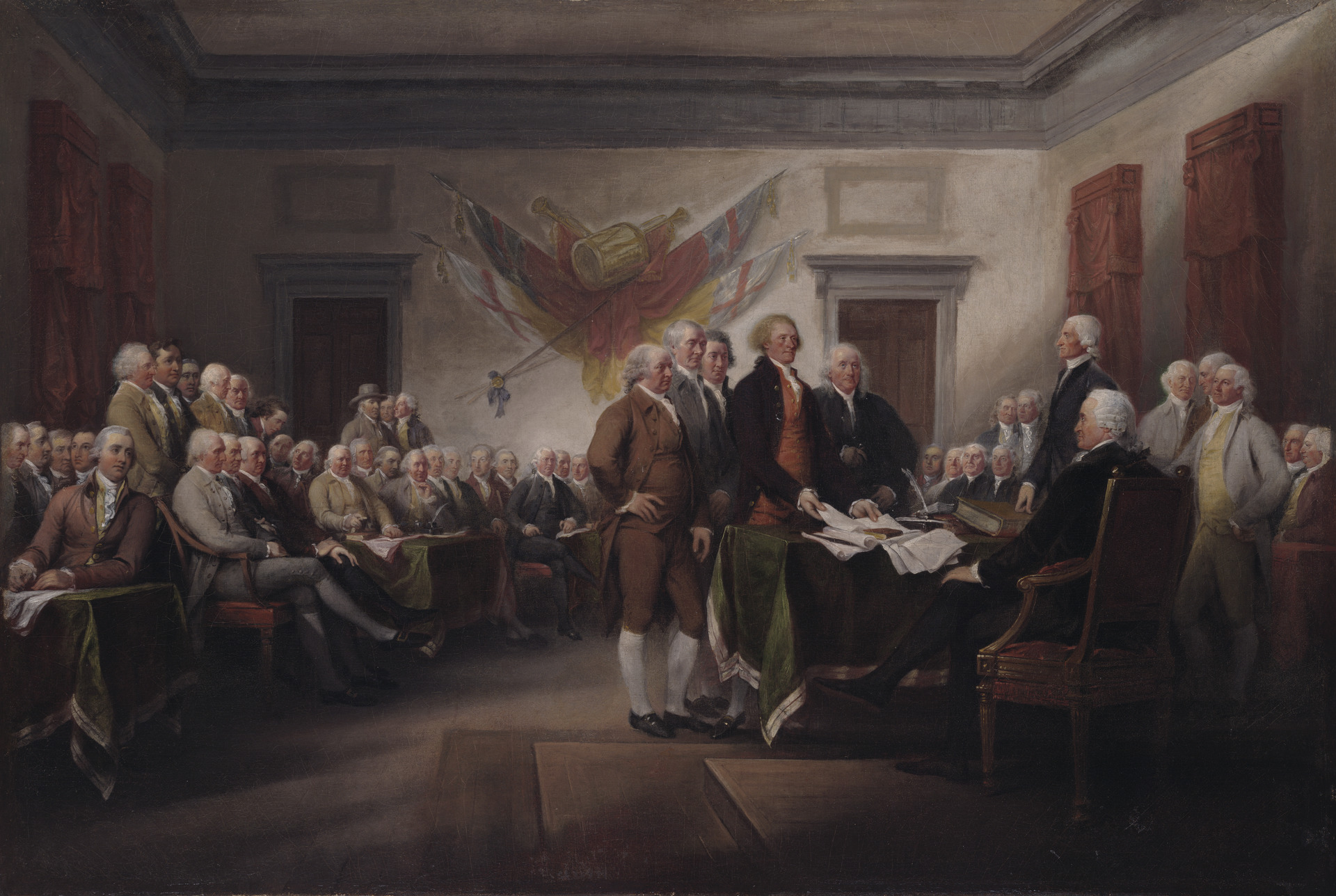
Versione precedente, esposta alla Yale University Art Gallery

Il dipinto è basato su una versione precedente e ridotta, attualmente esposta a New Haven, nel Connecticut, e dopo che l'autore aveva già fatto l'esperienza di visitare la sala dove ebbe luogo il Congresso nella Independence Hall a Filadelfia e di ritrarre alcuni dei personaggi lì presenti. Viene spesso erroneamente interpretato come il momento della firma della dichiarazione d'indipendenza, quando, in realtà, rappresenta il momento della consegna del documento e in cui, tra l'altro, non erano presenti tutte queste personalità. Sono presenti in totale 47 figure, di cui 42 facenti parte dei 56 firmatari, mentre le altre 5 non si trovavano lì in quell'occasione.

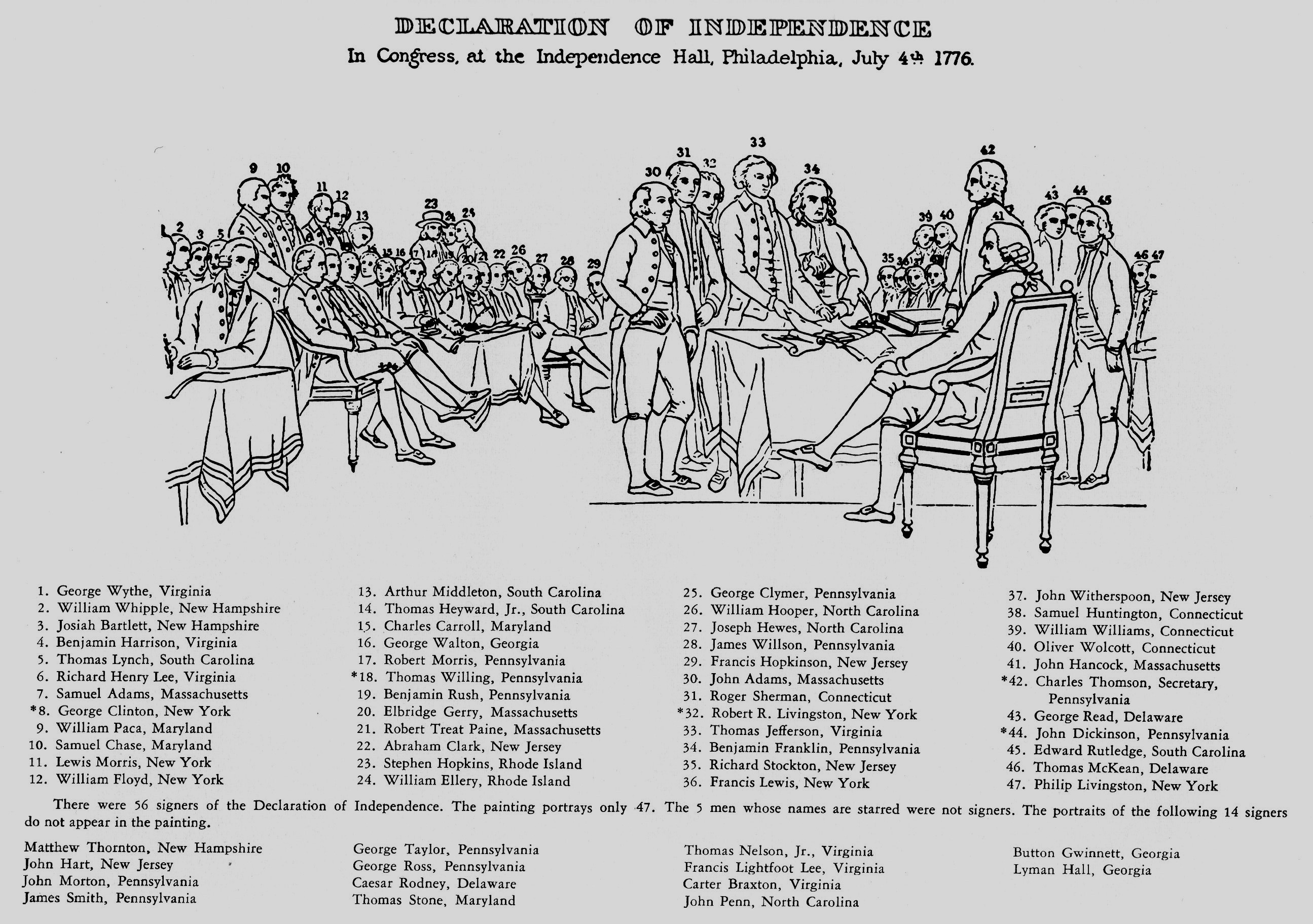
Grafico con i nomi delle personalità presenti

Affascinato dall'idea di John Trumbull di raffigurare eventi della storia americana, Thomas Jefferson invitò l'artista dove stava lui a Parigi. Lì Trumbull scrisse: "I began the composition of the Declaration of Independence, with the assistance of [Jefferson’s] information and advice" (Ho iniziato la composizione della Dichiarazione di Indipendenza, con l'assistenza delle informazioni e dei consigli di [Jefferson]). Consapevole di creare una testimonianza per le generazioni future, l'artista raffigura l'intero comitato (John Adams, Roger Sherman, Robert R. Livingston, Thomas Jefferson e Benjamin Franklin) nel presentare il documento a John Hancock, piuttosto che Jefferson da solo, come effettivamente avvenne. Trumbull consultò Adams e Jefferson su chi raffigurare nella scena e fu incitato a raffigurare anche personaggi non presenti, che non avevano firmato, o che erano contrari, perché comunque con il merito di aver contribuito alla Rivoluzione Americana. Il pittore lavorò su questo quadro per oltre trent'anni, sperando di arrivare a includere tutte le 56 figure, ma senza riuscire a ottenerne tutte le effigi. Dei 47 personaggi presenti, ne sono stati raffigurati ancora in vita 36, mentre i restanti sono stati presi da altri ritratti o da parenti.

## Curiosità

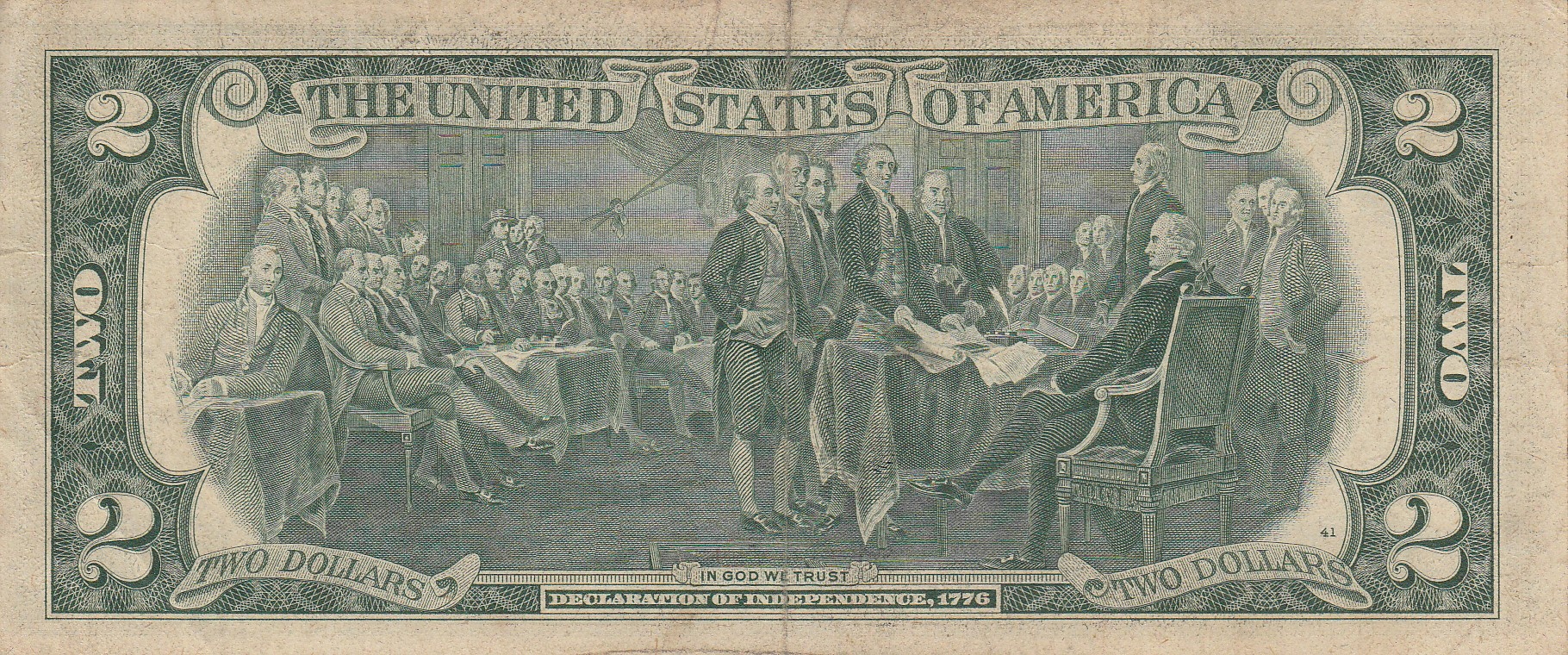
Rovescio della banconota da due dollari

- Nel dipinto viene spesso frainteso che Thomas Jefferson stia calpestando il piede di John Adams come riferimento alla loro rivalità politica, ma una visione più dettagliata ne rivela la falsità. Il dettaglio è stato evidenziato anche nella banconota da due dollari.